# Бизнес заговор срещу Франклин Рузвелт
Бизнес заговорът срещу Франклин Рузвелт (на английски: Plot against FDR), Пучът срещу Белия дом (на английски: White House Putsch) или Бизнес заговорът (на английски: Business Plot) е предполагаем план за държавен преврат срещу новоизбрания президент Франклин Делано Рузвелт, направен през 1933 г. от богати бизнесмени и корпорации. Заговорът е публично огласен през 1934 г. от пенсионирания генерал-майор от флота Смедли Бътлър пред конгресната комисия на МакКормак-Дикстайн. Бътлър е една от най-популярните военни фигури на времето. През юли 1932 г. той подкрепя лагеруването на ветерани от Първата световна война (т. нар. Бонусна армия) във Вашингтон с искания за изплащане на бонуси, обещани им със закон от 1924 г. Няколко дни след появяването му, ветераните са изгонени от столицата от кавалерийски войски под командването на ген. Дъглас МакАртър по заповед на президента Хърбърт Хувър. В показанията си Бътлър твърди, че група мъже са се обърнали към него като част от заговор за военен държавен преврат, обещавайки му армия от 500 000 души за марш срещу Вашингтон, $ 30 млн. и манипулация на печатните медии. Един от посочените за заговорници, Джералд МакГуайър, брокер от Уол Стрийт и бивш командир на Американския легион в Кънектикът, разпалено отхвърля тези твърдения. Други посочени като участници в заговора са бившият губернатор на Ню Йорк, кандидат-президент на Демократическата партия през 1928 г. и политически враг на Рузвелт Ал Смит и бившият директор на DuPont Ирене дю Понт. Според показанията на Бътлър планът при успешен преврат е предвиждал създаването на фашистко правителство, в което той да придобие почти абсолютна власт в новосъздадената длъжност „министър на общите работи“, а Рузвелт да остане само като фигурант. Показанията на Бътлър за съществуването на заговора са подкрепени от тогавашния командир на Организацията на ветераните от чуждестранни войни и по-късно конгресмен от Републиканската партия Джеймс Ван Занд, от кап. Самюъл Глейсиър и от репортера Пол Френч. В крайния си доклад конгресната комисия подкрепя показанията на Бътлър за съществуването на заговора, но повече разследвания не са направени и никой не е подведен под отговорност, което води в голяма степен до забравяне на случая.
|  | Тази страница частично или изцяло представлява превод на страницата Business Plot в Уикипедия на английски. Оригиналният текст, както и този превод, са защитени от Лиценза „Криейтив Комънс – Признание – Споделяне на споделеното“, а за съдържание, създадено преди юни 2009 година – от Лиценза за свободна документация на ГНУ. Прегледайте историята на редакциите на оригиналната страница, както и на преводната страница, за да видите списъка на съавторите. ВАЖНО: Този шаблон се отнася единствено до авторските права върху съдържанието на статията. Добавянето му не отменя изискването да се посочват конкретни източници на твърденията, които да бъдат благонадеждни. |